# Maja Vidmar (wspinaczka sportowa)

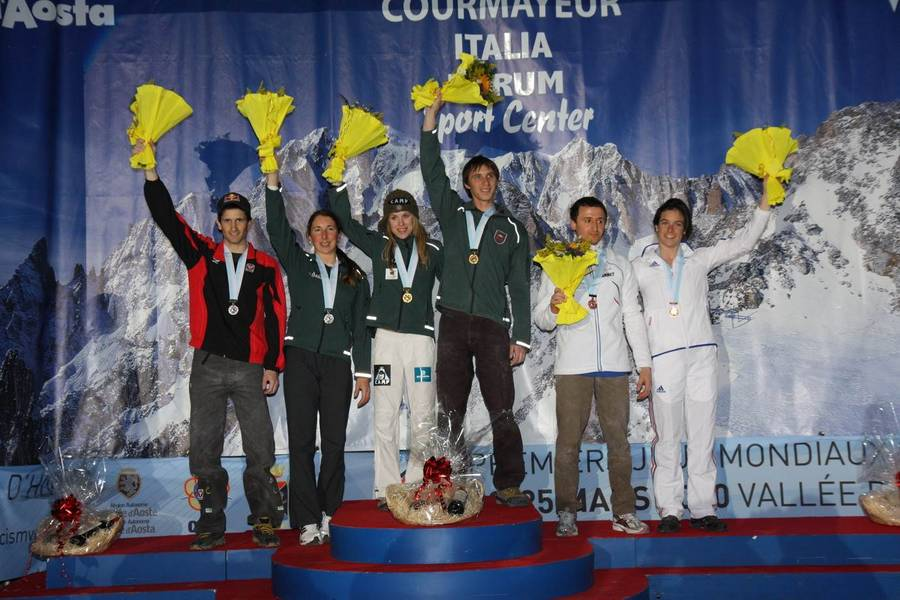
Dolina Aosty 2010 Medaliści wspinaczki sportowej na zimowych igrzyskach wojskowych.

Maja Vidmar (ur. 30 października 1985 w Kranju) – słoweńska wspinaczka sportowa. Specjalizowała się w konkurencji; prowadzenia oraz w boulderingu. Dwukrotna brązowa medalistka mistrzostw świata we wspinaczce sportowej w konkurencji prowadzenia w 2007 oraz w 2009, srebrna medalistka mistrzostw Europy z 2008.

## Kariera
W 2007 na mistrzostwach świata we wspinaczce sportowej w hiszpańskim Avilés oraz w 2009 w chińskim Xining w konkurencji prowadzenia zdobyła brązowe medale. Podczas zawodów wspinaczkowych na  mistrzostwach Europy w 2006 w rosyjskim Jekaterynburgu wywalczyła brązowy, a na kolejnych mistrzostwach w Paryżu a 2008 zdobyła srebrny medal.
Uczestniczka World Games w 2009 w Kaohsiung, gdzie zdobyła złoty medal w prowadzeniu. Złota medalistka światowych wojskowych igrzyskach sportowych z 2010 roku we wspinaczce sportowej w konkurencji prowadzenia. 
Wielokrotna uczestniczka, medalistka prestiżowych zawodów wspinaczkowych Rock Master we włoskim Arco, gdzie zdobyła 2 srebrne medale. 

## Osiągnięcia

### Mistrzostwa świata
| Konkurencje | 2003  | 2007 | 2009 | 2011  | 2012  | 2014 |
| Prowadzenie | 20-21 | 3    | 3    | 11-12 | 17-19 | 5    |

### Mistrzostwa Europy
| Konkurencje | 2004 | 2006 | 2008 | 2010 | 2013 |
| Prowadzenie | 9    | 3    | 2    | 12   | 4    |

### Zimowe igrzyska wojskowe
| Konkurencje | 2010 | 2017 |
| Bouldering  | —    | 7    |
| Prowadzenie | 1    | 7    |

### World Games
| Konkurencje | 2009 |
| Prowadzenie | 1    |

### Rock Master
| Konkurencje | 2003 | 2004 | 2005 | 2006 | 2007 | 2008 | 2009 | 2010 | 2011 | 2013 | 2014 |
| Prowadzenie | 6    | 9    | 4    | 7    | 2    | 2    | 6    | 15   | —    | 10   | 12   |
| Duel        | —    | —    | —    | —    | —    | —    | —    | —    | 14   | —    | —    |